# Мари (Арканзас)
Мари (англ. Marie) — город, расположенный в округе Миссисипи (штат Арканзас, США) с населением в 108 человек по статистическим данным переписи 2000 года.

## География
По данным Бюро переписи населения США Мари имеет общую площадь в 0,52 квадратных километров, водных ресурсов в черте населённого пункта не имеется.
Город Мари расположен на высоте 72 метра над уровнем моря.

## Демография
По данным переписи населения 2000 года в Мари проживало 108 человек, 26 семей, насчитывалось 34 домашних хозяйств и 39 жилых домов. Средняя плотность населения составляла около 270 человек на один квадратный километр. Расовый состав Мари по данным переписи распределился следующим образом: 69,44 % белых, 29,63 % — чёрных или афроамериканцев, 0,93 % — представителей смешанных рас.
Из 34 домашних хозяйств в 47,1 % — воспитывали детей в возрасте до 18 лет, 52,9 % представляли собой совместно проживающие супружеские пары, в 26,5 % семей женщины проживали без мужей, 20,6 % не имели семей. 14,7 % от общего числа семей на момент переписи жили самостоятельно, при этом 5,9 % составили одинокие пожилые люди в возрасте 65 лет и старше. Средний размер домашнего хозяйства составил 3,18 человек, а средний размер семьи — 3,59 человек.
Население города по возрастному диапазону по данным переписи 2000 года распределилось следующим образом: 35,2 % — жители младше 18 лет, 6,5 % — между 18 и 24 годами, 28,7 % — от 25 до 44 лет, 22,2 % — от 45 до 64 лет и 7,4 % — в возрасте 65 лет и старше. Средний возраст жителей составил 28 лет. На каждые 100 женщин в Мари приходилось 96,4 мужчин, при этом на каждые сто женщин 18 лет и старше приходилось 79,5 мужчин также старше 18 лет.
Средний доход на одно домашнее хозяйство в городе составил 38 333 доллара США, а средний доход на одну семью — 38 333 доллара. При этом мужчины имели средний доход в 40 313 долларов США в год против 16 750 долларов среднегодового дохода у женщин. Доход на душу населения в городе составил 12 686 долларов в год. Все семьи в Мари имели доход, превышающий уровень бедности, 19,8 % от всей численности населения находилось на момент переписи населения за чертой бедности, при этом 34,4 % из них были моложе 18 лет.